# Феофанова Світлана Євгенівна
Світлана Євгенівна Феофанова  (рос. Светлана Евгеньевна Феофанова, 16 липня 1980) — російська легкоатлетка, олімпійська медалістка.

## Виступи на Олімпіадах
| Олімпіада   | Дисципліна         | Місце             |
| ----------- | ------------------ | ----------------- |
| Сідней 2000 | стрибки з жердиною | AC (кваліфікація) |
| Афіни 2004  | стрибки з жердиною | 2                 |
| Пекін 2008  | стрибки з жердиною | 3                 |